# Johanniterkloster zu Velden
Das Johanniterkloster zu Velden war das älteste Kloster von Düren in Nordrhein-Westfalen.
Bevor die Stadt mit Mauern umgeben war, bewohnten die Malteser ein Haus nahe am Holztor auf Höhe der heutigen Wallstraße. Später erbauten sie vor dem Philippstor nah an der Rur eine Wohnung mit Kirche, „Velden“ genannt. Dort lebten sie unter einer vorgeschriebenen Ordnung; sie waren Regularpriester des Ordens St. Johannis Baptist und hießen Hospitular-Brüder, ihr Oberhaupt nannte man Kommendator, Velden selbst war eine Kommende. Zu der Kommende gehörte 80 Morgen Freiland und 4 Morgen steuerbares Land.
1543 beim Dritten Geldrischen Erbfolgekrieg, auch Jülicher Fehde genannt, durch Karl V. wurde die Wohnung und Kirche gänzlich zerstört und die Mitglieder teils ermordet, teils vertrieben. Der Kommendator in Velden, Johann Zeirsch, gestorben 1552 und auf dem Chor in der Franziskanerkirche begraben, erbaute nach dem Krieg eine neue Wohnung und Kirche.
1622 war Conrad Scheiffart von Merode in Weilerswist Kommendator in Velden. Im Jahr 1720 genoss Freiherr von Rhede, Kommendator zu Herrenstrunden, die Güter von Velden und im Jahr 1734 der kaiserliche General und Malteser-Kommandeur, Freiherr von Wachtendonk; 1746 war Johann Theodor Gastell Verwalter der Kommende Velden.
Das Gut wurde 1802 verkauft und später durch einen Brand stark zerstört. Die Johanniterkomturei Velden vor der Stadt wurde erstmals am 30. Januar 1292 erwähnt. Auf dem Gelände des Johanniterklosters zu Velden entstand später der „Veldener Hof“ ein landwirtschaftlicher Betrieb, der am 28. November 1967 abgebrochen wurde. Noch heute erinnert die Veldener Straße in Düren an die Kommende.